# Gilda Guerrero Salgado
Gilda Alicia Guerrero Salgado es una comunicadora especializada en Relaciones Internacionales y docente de la Facultad de Ciencias Humanas y de la carrera Multilingüe en Negocios y Relaciones Internacionales en la Pontificia Universidad Católica del Ecuador en la ciudad de Quito.

## Biografía
En el año 2004 obtuvo la licenciatura en Comunicación con mención en Comunicación y Literatura de la Pontificia Universidad Católica del Ecuador. Entre los años 2006 al 2008 estudió un Máster por FLACSO Sede Ecuador en Ciencias Sociales con mención en Relaciones Internacionales. Asimismo, obtuvo un Máster Propio en Cooperación Internacional Descentralizada por la Universidad del País Vasco, España.
Trabajó como periodista, comunicadora para el desarrollo de proyectos referentes a la relación entre la comunicación, seguridad e intercambios internacionales. Entre el año 2010 y 2011 trabajó como Oficial de Comunicación en la Organización sin fines de lucro ChasquiNet. Durante el periodo 2011-2015 fue investigadora asociada para FLACSO Sede Ecuador en Negocios y Relaciones Internacionales y de la Escuela de Sociología de la Pontificia Universidad Católica del Ecuador. Es docente de la Escuela Multilingüe en Negocios y Relaciones Internacionales en la Pontificia Universidad Católica del Ecuador. En este momento se encuentra estudiando un Doctorado en Ciencias Sociales en la Universidad Nacional de Cuyo, ubicada en Argentina. 

## Publicaciones y seminarios
Gilda Guerrero ha realizado varias publicaciones en diversas instituciones ecuatorianas y extranjeras como lo es la Cámara Ecuatoriana del Libro, Flacso, Universidad Estatal de Bolívar, Universidad Andina Simón Bolívar, International Development Research Center e incluso con una obra en la Biblioteca Nacional de China.
Los temas de sus publicaciones varían, entre los más destacados son los referidos a política, democracia y derechos humanos en revistas destacadas como la American International Journal of Social Science o la Revista Latinoamericana de Seguridad Ciudadana,.
Gilda Guerrero ha participado e impartido varios seminarios como el Taller Inteligencia Estratégica, Inteligencia Criminal y Sistemas de Información en Lima, Perú.
Sus diversas publicaciones han logrado un alto renombre en instituciones tanto nacionales como internacionales. Ha realizado también diversas publicaciones acerca de la propia confrontación dentro de la sociedad civil, poniendo en evidencia la relación Estado ecuatoriano-pueblo en los distintos procesos y temporadas gubernamentales dentro de su país, Ecuador.
Su área predilecta son las Relaciones Internacionales, dónde también ha realizado trabajos acerca de la integración regional sudamericana, junto con las crisis económicas, problema de refugiados, y la re composición de las sociedades desde varios puntos de vista.

## Obras
Gilda Guerrero tiene varias publicaciones de textos académicos y analíticos, específicamente en el área del funcionamiento de las teorías de las relaciones internacionales, con sus respectivos autores; donde inmersas podemos encontrar las críticas personales de la autora y su inclinación a cierto pensamiento teórico.
Podemos encontrar documentos publicados en el Repositorio Digital de la Pontificia Universidad Católica del Ecuador (PUCE), donde, como se mencionó anteriormente, Gilda Guerrero es docente a tiempo completo, como por ejemplo:
- Biopolítica y Seguridad Nacional en la web 2.0 Breve Análisis de un caso Ecuatoriano (2016)
- Derrumbe y creación: el uso del constructivismo como herramienta en las relaciones internacionales (2013)[6]

Además de sus publicaciones en la red virtual de la PUCE, también se puede encontrar diversos documentos en el Repositorio Digital de la Facultad Latinoamericana de Ciencias Sociales (FLACSO) donde se destaca:
- Representaciones de los migrantes ecuatorianos y colombianos en los medios de comunicación españoles. Caso “Operación Café” (octubre de 2008)
- La seguridad perversa: política, democracia y derechos humanos en Ecuador 1998- 2006 (junio de 2013)[7]

## Obras publicadas
- ¿Integrados o estigmatizados?[8] (Editorial Abya Yala) Los migrantes en La prensa española (operación café 2001-2002)[9] Publicado en Quito, septiembre 2010. Publicación que contiene temas relacionados con: migración, medios de comunicación, España, representación social, política exterior, políticas migratorias, prensa escrita.[10] Es un análisis del discurso, mediante el método de Stuart Hill, el cual profundiza en el debate entre la poética (discurso) y política (relaciones de poder). En conjunto con la perspectiva de Teun Van Dijek, para “enfocar las relaciones de poder, dominación y desigualdad que se dan entre los distintos actores sociales y se expresan en los textos y en el habla, así como en el modo en que ellas son reproducidas por los grupos sociales y los modos en que estos últimos oponen resistencia a través de los textos”.[11]
- ¿Dónde está el pesquisa?  Una historia de la Inteligencia Política en Ecuador[12] Publicado en el Centro de Publicaciones de la Pontificia Universidad Católica del Ecuador. Escrito conjuntamente con Fredy Rivera Vélez y Rusia Katalina Barreiro Santana en Quito, diciembre 2018[13]
- Caracterización de la confrontación civil - Estado en la República del Ecuador 2015-2016: análisis de las redes sociales mediante Twitter[14] (2017). Publicación escrita conjuntamente con Efrén Ernesto Guerrero Salgado. Publicado en la Revista Hispana para el Análisis de Redes Sociales.[15]
- Biopolítica y seguridad nacional en la web 2.0: Breve análisis de un caso ecuatoriano (2016). Publicación escrita conjuntamente con Fredy Rivera Vélez y publicado en la Revista de la PUCE[16] del Centro de Publicaciones de la Pontificia Universidad Católica del Ecuador.[17]
- Derrumbe y creación: el uso del constructivismo como herramienta en las relaciones internacionales (2013).[18] Publicado en el Repositorio digital PUCE QUITO.[19]
- Representaciones de los migrantes ecuatorianos y colombianos en los medios de comunicación españoles. Caso "Operación Café" 2001-2002 (2008). Tesis que se encuentra en el Repositorio digital FLACSO Ecuador.[20]
- La seguridad perversa: política, democracia y derechos humanos en Ecuador 1998-2006[21]  Publicación escrita conjuntamente con Fredy Rivera Vélez en donde Gilda Guerrero se encargó del cuidado de la edición. Publicada por FLACSO, Sede en Ecuador en Quito, marzo 2012[22]
- Coautora del libro "Ecuador hacia el 2025: Escenarios, conflictos y oportunidades",[23] publicado en 2023 como parte de los trabajos del Centro de Estudios y Pensamiento Estratégico, de la Universidad de las Fuerzas Armadas ESPE, coordinado por el politólogo ecuatoriano y también coautor, Bernardo Gortaire Morejón.
- Coautora del libro "¿Qué pasa en Gaza? Una mirada desde la mitad del mundo",[24] publicado en 2025 como parte de los trabajos del Centro de Estudios y Pensamiento Estratégico.